# ハノーファー-ベルリン高速線

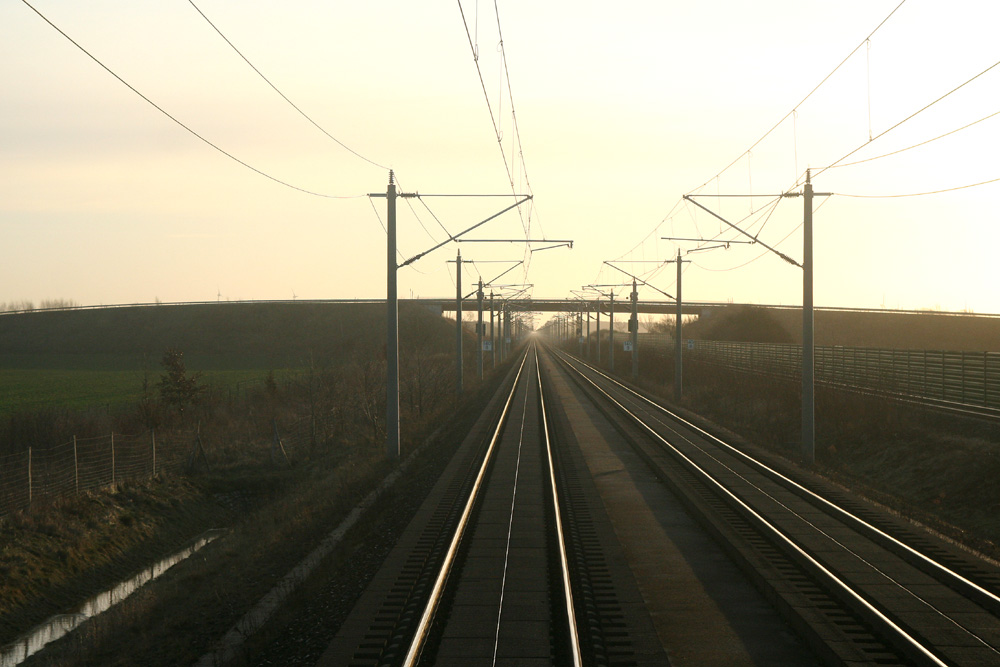
スラブ軌道区間

ハノーファー-ベルリン高速線 (ハノーファー-ベルリンこうそくせん、ドイツ語: Schnellfahrstrecke Hannover–Berlin) はドイツのハノーファーと首都ベルリンを結ぶ高速鉄道路線である。
ヴォルフスブルク - ベルリン間は新たに建設された区間で、その他の区間の大部分は従来からのハノーファー – ベルリン間の鉄道である1871年開業のレールテ線 (Lehrterbahn) と並行するか改良が施された区間である。全線開業は公式には1998年9月15日で営業運転開始は同年9月20日で ある。この路線の計画であるハノーファー-ベルリン・プロジェクト（レールテ線再建・改良計画を含む）の全体計画は、連邦運輸計画ドイツ統一鉄道プロジェクト第4号 (Verkehrsprojekt Deutsche Einheit Nr. 4 im Bundesverkehrswegeplan) として実行された。

## 路線構成
当 路線は5つの区間で構成されている。ハノーファー - レールテ間(最高速度160km/h)、レールテ - ヴォルフスブルク間（最高速度200km/h）は従 来路線からの改良区間 (ABS)、ヴォルフスブルク – エービスフェルデ (Oebisfelde) 間68kmは改良区間と新線区間、エービスフェルデ - シュターケン間148km（最高速度250km/h）は新線区間、シュターケン・ベルリン市街線、ベルリン市内区間（最高速度60～160km/h）である。
平坦な路線なため、エルベ＝ザイテン運河 (Elbe-Seitenkanal) 下を通る開削工法のトンネルやミッテルラント運河、エルベ川、ハーフェル川、ハーフェル運河を渡る4つの長大橋以外はあまり大掛かりな構造物はない。ハノーファー-ベルリン高速鉄道はドイツで初めて本格的に全区間でスラブ軌道で建設された区間である。

## 計画
1980年代に西ドイツと西ベルリンとの間のドイツ領域通過列車などによる通過交通（西ベルリン市民の通過は許可されていたが、東ドイツを訪れるためのビザは持っていなかった）をICEによって改善するため鉄道路線の改良計画が始まった。1988年9月に西ドイツ、東ドイツ両政府はレールテ線の最高速度を200km/hまで向上させる関係の交渉を開始した。北側のヴォルフスブルク – シュテンダール経由の旧レールテ線を通るルート、南側のマクデブルク - ポツダム経由のベルリン-ポツダム-マクデブルク線を通る2つのルートが検討された。
1990年にベルリン - ハノーファー間を最短最速で結ぶ経路であるのと、第二次世界大戦以前に長距離高速列車が使用していたことを理由に北側のルートが選定された。選定では通過交通用の軌道は既存のレールテ線とは別に並行して敷かれ、既存のレールテ線は東ドイツ国内の輸送用に利用できるよう残された。
既存路線のヴォルフスブルク - ハノーファー - ヴォルフスブルク間は改良路線として使用された。新線と改良路線は旅客輸送に使用され、既存路線は貨物輸送を目的とした。
1990年6月28日、2年間の交渉を経て当時まだ2つに分かれていた東西ドイツのそれぞれの運輸大臣ホルスト・ギプトナー (Horst Gibtner) とフリードリヒ・ツィンマーマン (Friedrich Zimmermann) によって高速新線が既存のレールテ線に沿って建設する合意署名がなされた。
基本計画では高速新線では1時間毎にハノーファー – ブラウンシュヴァイク – ベルリン間にICEやICが運行する計画が立てられていた。ドイツ再統一によって、通行量が増加するとハノーファー経由でルール地方とブレーメン、ヴォルフスブルク経由でブラウンシュヴァイク – カッセル – フランクフルト・アム・マイン、シュテンダール経由でザルツヴェーデル – ユルツェン - ハンブルクのそれぞれのルートが1991年に選定された。
ベルリン - シュテンダール間両方向でのローカル、貨物、郊外列車は200本を基本に高速線、在来線で計画された。設計最高速度は高速新線では最高速度 250km/hに、在来線、改良線では120kmから160kmに向上された。また、大部分が単線区間であったシュターケン - シュテンダール間では複線化がな された。

## 建設
1992年9月11日にヘーメルテン (Hämerten) のエルベ橋（長さ812m）が着工された。新線の建設と並行にレールテ線は再構築されている。同時期に、新ベルリン＝シュパンダウ駅の建設が開始され、ファラースレーベン（ヴォルフスブルク付近）- ヴェッデル（ブラウンシュヴァイク付近）を結ぶ21kmのヴェッデルループ線が建設された。交流15kv16.7Hzの電化がエービスフェルデ – ラーテノウ (Rathenow) 間で完成し1995年3月14日より供用された。これは、旧東西ドイツをつなぐ最初の電化路線であった。1997年10月にはハーフェル運河を渡る最後の橋梁が完成している。建設期間中は考古者が4000の発掘を行い、ブランデンブルク州では1500年以上前の物を含む遺物が30箇所で発見されている。
試験車両ICE Sによる数多くの試験走行が行われ、1998年4月と8月に最高速度331km/hを記録している。1998年5月24日にフォルスフェルデ - シュテンダール間で運行が開始され、9月15日には全区間が公式に開業した。
2005年には、レールテ駅の東側で混雑解消の計画が開始され2007年1月15日には2本の新しい橋梁が完成し、立体交差の分岐点が開業している。2008年には完成し、本線の速度は60km/hから120km/hに向上した。連邦政府の計画ではハノーファー - レールテ間に3億7600万ユーロを掛けて、2006年から2010年の期間にかけて路線の改良が行われている。

## ノガン保護地
路線が経由するラーテノウの東、ブッショウ (Buschow) 付近には、ハーフェルラント湿地 (Havelländisches Luch) があり、6,400haの自然保護地区になっている。絶滅が危惧されているノガンにとってはドイツでは最後の保護地区で、世界でも最大の渡来地となっている。
1995年まで、鳥類保護のため6kmのトンネルを10億ドイツマルクかけて建設することを含めた保護策が議論された。鳥類保護のためにトンネルを建設する場合は7年、開削工法トンネルでは5億ドイツマルクがかかるとされ、周囲への影響についても調査された。153km～158kmポストにかけての6kmの区間はでは7mの高さの築堤が建設された。これは鳥類が飛びやすくするための配慮であり、鳥類が飛び立つときの速度は非常に低い。148.5km～165.5kmポストの区間では、レールテ線の並行新線（第三線）の軌道が省略されることになった。この区間では架線柱も低くされ、列車の最高速度も200km/hに抑えられている。
およそ300haが補償生息地として自然公園として追加された。この影響により開業計画が1997年から1998年に遅れている。

## 運行開始
1998年5月24日より、ヴォルフスブルク - エービスフェルデ – シュテンダール間の新線で運行が開始され、同年9月15日からドイツの首相ヘルムート・コール、ドイツ鉄道社長ヨハネス・ルートヴィヒ、ベルリン市長エーベルハルト・ディープゲンにより公式に全線で運行が開始された。1998年9月20日のダイヤ改正でベルリン – ハノーファー間の所要時間は4時間12分（1990年）から1時間30分に短縮され、ベルリン – フランクフルト・アム・マイン間も4時間に短縮された。大幅な時間短縮により、旅客数は増加しベルリン - ハノーファー間の空路は廃止された。ブランデンブルク州の州都ポツダムやザクセン＝アンハルト州の州都マクデブルクなどでは、新線の開業によってICEの接続がなくなり、その後激しい抗議が起こったため、旧線で暫くの間、臨時のICEが運行された。

## 運行系統
以下の列車が運行されている。
- 10系統：ベルリン - ハノーファー - ハム - エッセン - デュッセルドルフ - ケルン / ハム - ヴッパータール - ケルン (ICE 2による1時間毎の運転。ハムで編成分割。)
- 11・12系統：ベルリン - ブラウンシュヴァイク - カッセル - フランクフルト・アム・マイン -バーゼル / マンハイム - シュトゥットガルト - ミュンヘン (ICE 1によりマンハイムまでは1時間毎の運転。バーゼル、ミュンヘンはそれぞれ2時間毎の運転。ハノーファー-ヴュルツブルク高速線経由。)
- 77系統：ベルリン - オスナブリュック - ミュンスター / オスナブリュック - バート＝ベントハイム - アムステルダム (2時間毎の運転。オスナブリュックより先はそれぞれ4時間毎。)